# Thyrsia
Thyrsia es un género de plantas herbáceas de la familia de las gramíneas o poáceas. Es originario de África tropical y Asia.
Algunos autores lo incluyen en el género Phacelurus.

## Especies
- Thyrsia huillensis
- Thyrsia inflata
- Thyrsia schlieberi
- Thyrsia thyrsoidea
- Thyrsia undulatifolia
- Thyrsia viridula
- Thyrsia zea